# 1 500 mètres féminin aux Jeux olympiques d'été de 1996 (athlétisme)
Navigation
Barcelone 1992 Sydney 2000
L'épreuve du 1 500 mètres féminin aux Jeux olympiques de 1996 s'est déroulée du 31 juillet au 3 août 1996 au Centennial Olympic Stadium d'Atlanta, aux États-Unis.  Elle est remportée par la Russe Svetlana Masterkova.

## Résultats

### Finale
| Rang               | Athlète               | Pays           | Temps         | Notes |
| ------------------ | --------------------- | -------------- | ------------- | ----- |
| Médaille d'or      | Svetlana Masterkova   | Russie         | 4 min 00 s 83 |       |
| Médaille d'argent  | Gabriela Szabo        | Roumanie       | 4 min 01 s 54 |       |
| Médaille de bronze | Theresia Kiesl        | Autriche       | 4 min 03 s 02 |       |
| 4                  | Leah Pells (en)       | Canada         | 4 min 03 s 56 |       |
| 5                  | Margaret Crowley (en) | Australie      | 4 min 03 s 79 |       |
| 6                  | Carla Sacramento      | Portugal       | 4 min 03 s 91 |       |
| 7                  | Lyudmila Borisova     | Russie         | 4 min 05 s 90 |       |
| 8                  | Malgorzata Rydz       | Pologne        | 4 min 05 s 92 |       |
| 9                  | Gwen Griffiths        | Afrique du Sud | 4 min 06 s 33 |       |
| 10                 | Regina Jacobs         | États-Unis     | 4 min 07 s 21 |       |
| 11                 | Kelly Holmes          | Royaume-Uni    | 4 min 07 s 46 |       |
| 12                 | Anna Brzezińska       | Pologne        | 4 min 08 s 27 |       |

## Légende
Records et Performances
- AR : Record continental (area record)
- CR : Record des championnats (championship record)
- MR : Record du meeting (meet record)
- NR : Record national (national record)
- OR : Record olympique (olympic record)
- PR : Record paralympique (paralympic record)
- PB : Record personnel (personal best)
- SB : Meilleure performance personnelle de la saison (season's best)
- WL : Meilleure performance mondiale de l'année (world leader)
- WJR : Record du monde junior (world junior record)
- WR : Record du monde (world record)

Circonstances et Conditions
- DNF : N'a pas terminé (did not finish)
- DNS : N'a pas pris le départ (did not start)
- DQ : Disqualification (disqualification)
- NM : Aucun essai valable enregistré (No Mark)
- Q : Qualifié « directement » au prochain tour (ou à la prochaine compétition), lors d'une compétition majeure, grâce au classement ou à la réalisation des minima (automatic qualifier)
- q : Qualifié au prochain tour (ou à la prochaine compétition), lors d'une compétition majeure, grâce au repêchage ou à la réalisation de l'une des meilleures performances parmi celles des « non qualifiés directement » (grâce au meilleur temps ou à la meilleure distance par exemple) (secondary qualifier)